# Командование разведки и безопасности Армии США
Командование разведки и безопасности Армии США (англ. United States Army Intelligence and Security Command, INSCOM) — подразделение прямого подчинения Корпуса военной разведки Армии США. Командование проводит разведывательные операции, операции по обеспечению безопасности и информационные операции для командующих армией Соединенных Штатов, партнеров в разведывательном сообществе и лиц, принимающих национальные решения. Штаб-квартира INSCOM находится в Форт Белвуаре, штат Виргиния.
INSCOM — организация, входящая как в Армию, так и в Агентство национальной безопасности, представляет собой организацию радиоэлектронной разведки Соединённых Штатов (Signals intelligence, SIGINT). В рамках АНБ ИНСКОМ и его коллеги в Военно-морском флоте, Военно-воздушных силах, Космических силах, береговой охране и Корпусе морской пехоты составляют так называемую Центральную службу безопасности. Бюджет INSCOM оценивается примерно в 6 миллиардов долларов.
Как подразделение прямого подчинения, ИНСКОМ подчиняется непосредственно начальнику штаба армии, а не высшим эшелонам командования.